# Alexandre Comisetti
Alexandre Comisetti (* 21. Juli 1973 in Saint-Loup) ist ein ehemaliger schweizerischer Fussballspieler. 

## Karriere
Alexandre Comisetti erlebte seine erfolgreichste Zeit bei den Grasshoppers Zürich, mit denen er dreimal Schweizer Meister wurde und 1995 und 1996 an der damals neu gegründeten UEFA Champions League teilnehmen konnte.
1999 folgte er dem Ruf des Auslandes. Er agierte dann drei Jahre lang für die französische Equipe AJ Auxerre. 2001 zog es ihn in die Schweiz zurück, wo er bei der damaligen Spitzenmannschaft Servette Genf unterschrieb.
2007 wechselte er zum FC Echallens in die 1. Liga, wo er noch ein Jahr spielte, um anschliessend seine Laufbahn zu beenden.

## Nationalmannschaft
Er bestritt zwischen 1996 und 2001 rund 30 Länderspiele für die Schweizer Fussballnationalmannschaft, unter anderem nahm er auch an der EM 1996 in England teil. 